# Акматалієв Ерназар Кубатбекович
Ерназар Кубатбекович Акматалієв (кирг. Эрназар Акматалиевди; нар. 2 липня 1998, село Орто-Нура, Наринський район, Наринська область) — киргизький борець вільного стилю, срібний та бронзовий призер чемпіонатів світу, срібний призер чемпіонату Азії, чемпіон Ігор ісламської солідарності, учасник двох Олімпійських ігор.

## Життєпис
У 2015 році став бронзовим призером чемпіонату світу серед кадетів. У 2018 році здобув срібну медаль чемпіонату Європи серед юніорів. У квітні 2021 року переміг на Олімпійському кваліфікаційному турнірі, що відбувся в Алмати, що дозволило йому вибороти ліцензію на участь в літніх Олімпійських іграх 2020 року в Токіо. Ерназар Акматалієв показує дуже технічну боротьбу. У 2019 він мав найбільшу кількість набраних балів на чемпіонаті світу серед молоді, хоча й посів там п'яте місце. Його кидок через вигин визнали одним з найкращих на тому чемпіонаті. На початку 2021 року він програв Алібеку Осмонову на чемпіонаті Киргизької Республіки, але на олімпійський турнір до Алмати тренери збірної вирішили послати саме Акматалієва. Там у півфіналі проти кумикського борця, що представляв на тих змаганнях Узбекистан, чемпіона Європи та Азії, Ільяса Бекбулатова він програвав з рахунком 0:8, але у другому раунді зумів положити фаворита змагань на туше. У фіналі ж Ерназар у видовищному поєдинку переміг іранського борця Аміра Мохаммеда Яздані з рахунком 15:13. Організатори змагань визнали Акматалієва найкращою виконавицею серед борців вільного стилю на цьому турнірі.

## Спортивні результати на міжнародних змаганнях

### Виступи на Олімпіадах
| Змагання                    | Збірна     | Вагова категорія          | Місце |
| --------------------------- | ---------- | ------------------------- | ----- |
| Літні Олімпійські ігри 2020 | Киргизстан | вільна боротьба, до 65 кг | 12    |
| Літні Олімпійські ігри 2024 | Киргизстан | вільна боротьба, до 65 кг | 16    |

### Виступи на Чемпіонатах світу
| Змагання                        | Збірна     | Вагова категорія          | Місце  |
| ------------------------------- | ---------- | ------------------------- | ------ |
| Чемпіонат світу з боротьби 2021 | Киргизстан | вільна боротьба, до 70 кг | Срібло |
| Чемпіонат світу з боротьби 2022 | Киргизстан | вільна боротьба, до 70 кг | Бронза |
| Чемпіонат світу з боротьби 2023 | Киргизстан | вільна боротьба, до 70 кг | 5      |

### Виступи на Чемпіонатах Азії
| Змагання                       | Збірна     | Вагова категорія          | Місце  |
| ------------------------------ | ---------- | ------------------------- | ------ |
| Чемпіонат Азії з боротьби 2018 | Киргизстан | вільна боротьба, до 65 кг | 7      |
| Чемпіонат Азії з боротьби 2019 | Киргизстан | вільна боротьба, до 65 кг | 7      |
| Чемпіонат Азії з боротьби 2022 | Киргизстан | вільна боротьба, до 70 кг | Срібло |

### Виступи на Кубках світу
| Змагання                    | Збірна     | Вагова категорія          | Місце  |
| --------------------------- | ---------- | ------------------------- | ------ |
| Кубок світу з боротьби 2020 | Киргизстан | вільна боротьба, до 65 кг | 9      |
| Кубок світу з боротьби 2022 | Киргизстан | команда                   | Бронза |

### Виступи на Іграх ісламської солідарності
| Змагання                          | Збірна     | Вагова категорія          | Місце  |
| --------------------------------- | ---------- | ------------------------- | ------ |
| Ігри ісламської солідарності 2022 | Киргизстан | вільна боротьба, до 70 кг | Золото |

### Виступи на інших змаганнях
| Змагання                                                     | Збірна     | Вагова категорія          | Місце  |
| ------------------------------------------------------------ | ---------- | ------------------------- | ------ |
| Кубок мера Пуна з боротьби 2016                              | Киргизстан | вільна боротьба, до 61 кг | 5      |
| Міжнародний турнір Дінмухамеда Кунаєва 2016                  | Киргизстан | вільна боротьба, до 61 кг | 10     |
| Кубок Тахті 2018                                             | Киргизстан | вільна боротьба, до 65 кг | 5      |
| Турнір Олександра Медведя 2018                               | Киргизстан | вільна боротьба, до 65 кг | 14     |
| Міжнародний турнір Дінмухамеда Кунаєва 2018                  | Киргизстан | вільна боротьба, до 65 кг | 9      |
| Кубок Тахті 2019                                             | Киргизстан | вільна боротьба, до 65 кг | Золото |
| Турнір Олександра Медведя 2019                               | Киргизстан | вільна боротьба, до 65 кг | 11     |
| Міжнародний турнір Дінмухамеда Кунаєва 2019                  | Киргизстан | вільна боротьба, до 65 кг | 8      |
| Клубний чемпіонат світу з боротьби 2019                      | Киргизстан | команда                   | 7      |
| Київський Міжнародний турнір з боротьби 2021                 | Киргизстан | вільна боротьба, до 65 кг | Срібло |
| Олімпійський кваліфікаційний турнір з боротьби 2020 (Алмати) | Киргизстан | вільна боротьба, до 65 кг | Золото |
| Турнір Яшара Догу 2021                                       | Киргизстан | вільна боротьба, до 65 кг | Срібло |
| Меморіал Болата Турлиханова 2022                             | Киргизстан | вільна боротьба, до 70 кг | Золото |
| Міжнародний турнір Дінмухамеда Кунаєва 2022                  | Киргизстан | вільна боротьба, до 70 кг | Золото |
| Турнір Ібрагіма Мустафи 2023                                 | Киргизстан | вільна боротьба, до 70 кг | Золото |
| Турнір К. У. Кожомкула і Р. Санатбаєва 2023                  | Киргизстан | вільна боротьба, до 70 кг | Бронза |
| Меморіал Імре Поляка та Яноша Варги 2023                     | Киргизстан | вільна боротьба, до 70 кг | 5      |
| Міжнародний турнір Дінмухамеда Кунаєва 2023                  | Киргизстан | вільна боротьба, до 70 кг | 5      |
| Турнір Дана Колова — Николи Петрова 2024                     | Киргизстан | вільна боротьба, до 70 кг | Золото |
| Олімпійський кваліфікаційний турнір з боротьби 2024 (Бішкек) | Киргизстан | вільна боротьба, до 65 кг | Золото |

### Виступи на змаганнях молодших вікових груп
| Змагання                                      | Збірна     | Вагова категорія          | Місце  |
| --------------------------------------------- | ---------- | ------------------------- | ------ |
| Чемпіонат Азії з боротьби серед кадетів 2015  | Киргизстан | вільна боротьба, до 58 кг | Бронза |
| Чемпіонат світу з боротьби серед юніорів 2017 | Киргизстан | вільна боротьба, до 60 кг | 11     |
| Чемпіонат Азії з боротьби серед юніорів 2018  | Киргизстан | вільна боротьба, до 65 кг | Срібло |
| Чемпіонат світу з боротьби серед молоді 2019  | Киргизстан | вільна боротьба, до 65 кг | 5      |
| Чемпіонат світу з боротьби серед молоді 2021  | Киргизстан | вільна боротьба, до 70 кг | Золото |